# Почётные граждане города Лермонтова
Почётные граждане города Лермонтова — перечень награжденных наградой «Почетный гражданин города Лермонтова Ставропольского края». Награждаемые получают нагрудной знак, удостоверение о присвоении звания «Почетный гражданин города Лермонтова Ставропольского края», и вносятся в «Книгу Почетных граждан города Лермонтова» с указанием заслуг, за которые он удостоен почётного звания. Звание присваивается решением Совета города Лермонтова.
Действующее положение о звании введено Решением Совета города Лермонтова от 27.04.2005 N 55 "О звании «Почетный гражданин города Лермонтова Ставропольского края».

## История
Решением Совета города Лермонтова от 18 сентября 1996 года N 94 "О Положении «О Почетных гражданах г. Лермонтова» введено почётное звание.
В 1997 году вступили в силу решения Совета города Лермонтова: от 30 января 1997 года N 23 «О предоставлении льгот Почетным гражданам города Лермонтова»; от 30 января 1997 года N 24 "Об утверждении Положения о нагрудном знаке «Почетный гражданин города Лермонтова Ставропольского края»; от 5 декабря 1997 года N 179 «О внесении дополнения в решение Совета города Лермонтова 18 сентября 19 % года N 94».

## Положение
Наградой города Лермонтова поощряются:
- граждане, проработавшие в городе Лермонтове не менее 20 лет, внесшие особый вклад в экономическое, социальное и культурное развитие города, а также в укрепление законности, развитие науки, культуры, искусства, образования и снискавшим уважение и широкую известность у жителей города Лермонтова;
- граждане, чья государственная, политическая, общественная, научная, творческая и иная деятельность получила региональное, всероссийское, международное признание.

Основаниями для присвоения звания являются:
- авторитет у жителей города Лермонтова, обретенный длительной общественной, культурной, научной, политической, хозяйственной, а также иной деятельностью с высокими результатами для города;
- долговременная и устойчивая известность среди жителей города на почве эффективной благотворительной и иной деятельности;
- высокопрофессиональная деятельность;
- совершение мужественных поступков во благо города и его жителей.

## Перечень
На 19 августа 2023 года 31 человек удостоены почётного звания
- Алексеев Иван Максимович
- Алексеенко Павел Дмитриевич
- Антосиков Аркадий Иссидорович
- Ашихин Владилен Ефремович
- Басалкевич Василий Дмитриевич
- Белокопытов Василий Иванович
- Бескоровайный Сергей Андреевич — аппаратчик Гидрометаллургического завода (проработал почти пятьдесят лет), награждён орденом Трудового Красного Знамени, медалями[2].
- Вечёркин Степан Гаврилович
- Гайворонский Иван Иванович
- Глебова Анастасия Васильевна
- Жидий Павел Иванович
- Зайнетдинов Камиль Измаилович — горный инженер, лауреат Государственной премии СССР.
- Золотарев Анатолий Александрович
- Карагодин Петр Афанасьевич
- Крикунов Виктор Павлович
- Кротков Вячеслав Владимирович (1932—2007) — в 1968—1987 годах директор рудоуправления № 10, впоследствии Лермонтовского горно-химическое рудоуправления.
- Макаров Владимир Александрович
- Опрятина Людмила Михайловна (10.02.1936, Георгиевск), бывшая заведующая библиотекой № 1 Лермонтова (с 1994 года), первый библиотекарь города[2].
- Орлов Александр Алексеевич (4.01.1927) — врач[3]
- Рюмин Юрий Константинович
- Сарана Лариса Семеновна
- Слепцов Филипп Максимович
- Сотенко Иван Григорьевич
- Сотников Борис Гаврилович
- Титкова Генриэтта Васильевна
- Уралов Петр Арсентьевич
- Химченко Виктор Иванович (1931—2021) — гендиректор ЛПО «Алмаз» в 1987—1996 годах[2].
- Чернов Михаил Павлович
- Щербаков Яков Тихонович
- Юнакова Наталья Александровна (1941) — бывший сотрудник АО «Рубин»[4]
- Юнкевич Дмитрий Михайлович